# 2024年中華民国総統選挙
2024年中華民国総統選挙（2024ねんちゅうかみんこくそうとうせんきょ、台: 2024年中華民國總統選舉、正式名称：第16任總統副總統選舉）は、2024年（民国113年）1月13日に中華民国（台湾）で行われた、総統、副総統（第16期）を選出する選挙である。また、選挙原則（普通、平等、直接、秘密選挙）が採用されてから8回目の選挙である。2024年中華民国立法委員選挙も同時に行われ、2020年総統選挙と同様のダブル選挙となった。
中華民国憲法の「総統と副総統の任期は4年、再選は1度」という規定により、現職であった蔡英文（第14、15期総統）はこの選挙に立候補することができない。

## 概要
前総統である蔡英文の路線を継承することを強調した与党・民主進歩党の頼清徳が、最大野党・中国国民党の侯友宜や第三勢力・台湾民衆党の柯文哲を破り、初当選した。
2000年総統選挙以来2回目の過半数を下回る当選となった。
副総統を務めた経験のある人物が総統に選出されるのは、1996年の直接選挙開始以来初めてとなる。
直接選挙開始以来、同じ政党が政権を担うのは2期8年が最長であったため、「8年魔咒（8年の呪い）」や「8年天花板（8年の天井）」と言われていたが、初めて同じ政党が3期連続で政権を担うことになった。

## 選挙制度
総統候補は副総統候補とペアで出馬し、比較多数の候補ペアを当選者とする。
選挙権は、自由地区（台湾地区）に6ヶ月以上在住する20歳以上の中華民国国民に与えられ、在外住民も選挙権を有する。
被選挙権は、自由地区に6か月以上在住し、中華民国国民として15年以上経過した40歳以上が被選挙人として登録できる。ただし、中華民国国籍を回復、帰化した者、大陸地区（中華人民共和国や香港、マカオ）から移住してきた国民は被選挙人として登録できない。
立候補にあたって政党（直近の国政選挙で5％以上の得票）からの推薦を得るか、複数の政党による推薦（推薦政党の直近国政選挙の得票数合計が5%以上）が必要である。
総統副総統選挙罷免法第23条第4項の規定に基づき、総統及び副総統の立候補の方法の内、公民連署（国民の署名）による立候補は、前回の総統及び副総統の選挙での投票人数の1.5%、即ち28万9667人の署名が必要となる。2023年9月13日から17日まで届け出が受け付けられ、9月19日から11月2日までの期間に署名を中央選挙委員会に提出する必要がある（前回総統選挙の有権者の1.5％にあたる約29万人分の署名を要する）。11月14日までに公表される署名の結果をもって、立候補資格を得ることが可能となる。

## 経緯
総統及び副総統と立法委員の任期が3か月19日異なるため、同日投票の実施について検討が行われた。中央選挙委員会の議論を経て2012年（民国101年）、2016年（民国105年）、2020年（民国109年）にも総統及び副総統選挙と立法委員選挙が同日に行われた前例があり、国民の間にも同時に行うという事についての共通の認識があるとして、2023年（民国112年）2月3日の第586回委員会決議にて同日選挙を決議した。
同年3月10日、選挙実施日が第587回委員会決議によって2024年（民国113年）1月13日とすると決議され、発表された。
総統副総統選挙罷免法（台: 總統副總統選舉罷免法）が2023年6月9日に修正、公布された事を受け、本修正後初めて適用される選挙であるため、欠格事由や選挙広告実名制、フェイク動画、投票10日前からの世論調査の禁止などの制度について広く国民に伝えるため、中央選挙委員会は特別サイトを設けた。
2023年9月5日、第16回総統副総統及び第11屆立法委員会選挙業務会議が開かれ、9月12日午前10時より中央選挙委員会主任の李進勇が記者会見を開き、会見後、第16任総統副総統選挙の公示が行われた。
総統副総統選挙罷免法第23条第4項の規定に基づく、公民連署（国民の署名）による立候補は、2023年9月13日から17日まで届け出が受け付けられ、9月18日に被連署人名簿が公示され、10組の申請があった。同年11月14日、提出された連署の審査を受け、郭台銘と賴佩霞の1組が法定要件を満たしたと公示された。11月16日、総統及び副総統候補者の登記日程及び必備事項が公示された。
2023年11月20日から11月24日までの間、中央選挙委員会は総統及び副総統の登記を受け付け、民主進歩党推薦の頼清徳、蕭美琴、台湾民衆党推薦の柯文哲、呉欣盈、中国国民党推薦の侯友宜、趙少康が登記を行なった。候補人は登記が完了した日をもって国家安全局による警護が開始される。同年12月5日、中央選挙委員会が候補者資格について審査し提出された各組について資格を有すると公示し、民衆による審査を可能にするため、候補者の財利報告書が１年間民衆に公開された。
同年12月11日、総統及び副総統候補者の番号決めのため抽選が行われ、抽選の結果、柯文哲・呉欣盈が1番、頼清徳・蕭美琴が2番、侯友宜・趙少康が3番となった。中央選挙委員会は、12月15日に総統及び副総統選挙候補者名簿を公示した。翌日12月16日、総統及び副総統選挙の選挙期間が開始、選挙期間は翌年2024年1月12日までの28日間であり、午前7時より午後10時までに制限されている。選挙活動期間中、総統候補者による政見演説が3度、副総統候補者による政見演説が1度、テレビ及びラジオ、インターネット上で放映された。その他、民間でも討論会が実施された。

## 立候補者
| 1                 | 1          | 2                                   | 2                                            | 3                                        | 3          |
| ----------------- | ---------- | ----------------------------------- | -------------------------------------------- | ---------------------------------------- | ---------- |
| 台湾民衆党        | 台湾民衆党 | 民主進歩党                          | 民主進歩党                                   | 中国国民党                               | 中国国民党 |
| 総統候補          | 副総統候補 | 総統候補                            | 副総統候補                                   | 総統候補                                 | 副総統候補 |
| 柯文哲            | 呉欣盈     | 頼清徳                              | 蕭美琴                                       | 侯友宜                                   | 趙少康     |
|                   |            |                                     |                                              |                                          |            |
| 党主席 元台北市長 | 立法委員   | 副総統 党主席 元行政院長 元台南市長 | 元駐米代表 元国家安全会議諮詢委員 元立法委員 | 新北市長 元新北市副市長 元内政部警政署長 | 元立法委員 |
| [ 8 ]             | [ 9 ]      | [ 10 ]                              | [ 11 ]                                       | [ 12 ]                                   | [ 9 ]      |

### 民主進歩党
2023年3月9日告示の民進党総統選予備選挙に立候補登録したのは頼清徳の1人のみだったため、4月6日から10日の間に行われる予定だった予備選挙は中止され、4月12日、頼が正式に民進党総統候補に登録された。
11月20日、頼清徳は駐米大使の蕭美琴を副総統候補とすることを発表した。

### 中国国民党
2023年3月22日、国民党は中央常務委員会を開き、国民党総統予備選挙を、これまでの内部参考調査形式に新しくメディア世論調査形式を統合した「徵召」形式で行うことを決議した。総合調査の結果、侯友宜が51.15％、郭台銘が48.85％となり、わずか2.3％の差で下し、5月17日、侯を国民党総統候補に擁立することを正式に承認した。
予備選挙で敗北した郭台銘は、無所属で立候補を目指して立候補資格を得たが、後に立候補を取り止めた。
11月24日、侯友宜は中国広播公司の会長である趙少康を副総統候補とすることを発表した。

### 台湾民衆党
2023年5月8日告示の民衆党総統候補予備選挙に立候補登録したのは柯文哲のみだったため、5月17日、自動的に民衆党総統候補に登録された。
2023年11月24日、柯文哲は立法委員の呉欣盈を副総統候補とすることを発表した。

### 中国国民党と台湾民衆党の一本化議論
国民党と民衆党は2023年11月15日に野党候補を一本化することで合意し、両党間で協議を行ったが、どちらを総統候補にするか決める調査の方法をめぐり議論が紛糾、11月24日に決裂し、別々に立候補することとなった。

### 立候補を取りやめた人物
| 無所属         |                  |
| 総統候補       | 副総統候補       |
| 郭台銘         | 頼佩霞           |
|                |                  |
| 鴻海科技創業者 | 女優、歌手、作家 |
| [ 22 ]         |                  |

郭台銘は無所属から立候補に必要な署名を提出し、2023年11月14日には選挙管理委員会より立候補資格を満たすと認められていたが、野党の候補一本化協議が決裂した11月24日に立候補を取り止めると宣言。

## 選挙結果

### 全国集計

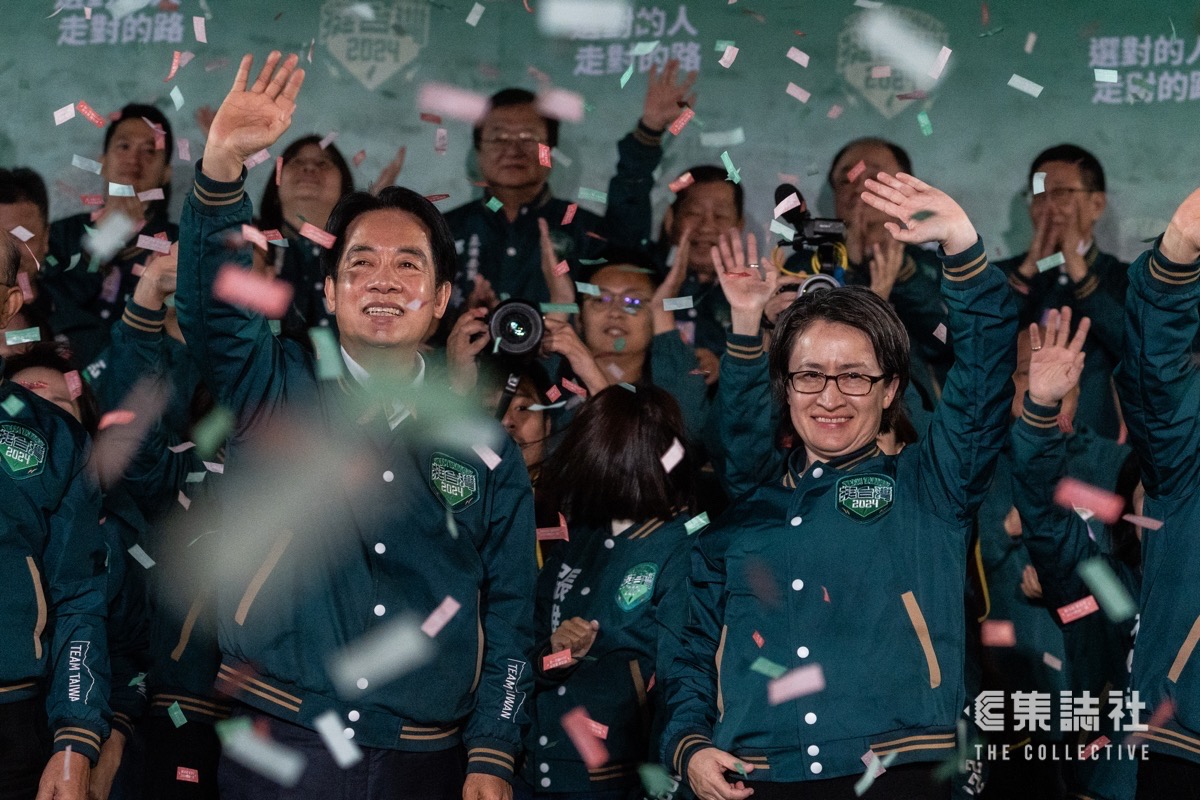
当選した頼清徳と蕭美琴

| 県市別投票結果 |

| 郷鎮市区別投票結果 |

| 候補者                                          | 候補者             | 候補者             | 所属政党           | 得票数     | 得票率 | 得票率                                                                  |
| 総統                                            | 総統               | 副総統             | 所属政党           | 得票数     | 得票率 | 得票率                                                                  |
| ----------------------------------------------- | ------------------ | ------------------ | ------------------ | ---------- | ------ | ----------------------------------------------------------------------- |
|                                                 | 頼清徳             | 蕭美琴             | 民主進歩党         | 5,586,019  | 40.05% | 頼清徳・蕭美琴 (40.05%) 侯友宜・趙少康 (33.49%) 柯文哲・呉欣盈 (26.46%) |
|                                                 | 侯友宜             | 趙少康             | 中国国民党         | 4,671,021  | 33.49% | 頼清徳・蕭美琴 (40.05%) 侯友宜・趙少康 (33.49%) 柯文哲・呉欣盈 (26.46%) |
|                                                 | 柯文哲             | 呉欣盈             | 台湾民衆党         | 3,690,466  | 26.46% | 頼清徳・蕭美琴 (40.05%) 侯友宜・趙少康 (33.49%) 柯文哲・呉欣盈 (26.46%) |
| 有効票数（有効率）                              | 有効票数（有効率） | 有効票数（有効率） | 有効票数（有効率） | 13,947,506 | 99.28% | 頼清徳・蕭美琴 (40.05%) 侯友宜・趙少康 (33.49%) 柯文哲・呉欣盈 (26.46%) |
| 無効票数（無効率）                              | 無効票数（無効率） | 無効票数（無効率） | 無効票数（無効率） | 100,805    | 0.72%  | 頼清徳・蕭美琴 (40.05%) 侯友宜・趙少康 (33.49%) 柯文哲・呉欣盈 (26.46%) |
| 投票者数（投票率）                              | 投票者数（投票率） | 投票者数（投票率） | 投票者数（投票率） | 14,048,311 | 71.86% | 頼清徳・蕭美琴 (40.05%) 侯友宜・趙少康 (33.49%) 柯文哲・呉欣盈 (26.46%) |
| 棄権者数（棄権率）                              | 棄権者数（棄権率） | 棄権者数（棄権率） | 棄権者数（棄権率） | 5,500,220  | 28.14% | 頼清徳・蕭美琴 (40.05%) 侯友宜・趙少康 (33.49%) 柯文哲・呉欣盈 (26.46%) |
| 有権者数                                        | 有権者数           | 有権者数           | 有権者数           | 19,548,531 | 100.0% | 頼清徳・蕭美琴 (40.05%) 侯友宜・趙少康 (33.49%) 柯文哲・呉欣盈 (26.46%) |
| 出典：中央選挙委員会 選挙資料庫（繁体字中国語） |                    |                    |                    |            |        |                                                                         |

民主進歩党の頼清徳が中国国民党の侯友宜、台湾民衆党の柯文哲を破り当選を果たした。頼清徳の得票率は40.05%で、前回より大きく減らした。一方で侯友宜も33.49%で前回より得票率を減らした。柯文哲の得票率は26.46%で、二大政党から大きく票を奪った。

### 県市別
| 県市                                            | 有権者数  | 柯文哲、吳欣盈 | 柯文哲、吳欣盈 | 頼清徳、蕭美琴 | 頼清徳、蕭美琴 | 侯友宜、趙少康 | 侯友宜、趙少康 | 無効票 | 投票率 | 次点との得票差 |
| 県市                                            | 有権者数  | 得票数         | 得票率         | 得票数         | 得票率         | 得票数         | 得票率         | 無効票 | 投票率 | 次点との得票差 |
| ----------------------------------------------- | --------- | -------------- | -------------- | -------------- | -------------- | -------------- | -------------- | ------ | ------ | -------------- |
| 台北市                                          | 2,090,062 | 366,854        | 23.79%         | 587,897        | 38.13%         | 587,258        | 38.08%         | 10,581 | 74.28% | 639            |
| 新北市                                          | 3,402,064 | 645,105        | 26.24%         | 948,818        | 38.59%         | 864,557        | 35.17%         | 17,597 | 72.78% | 84,261         |
| 基隆市                                          | 312,207   | 58,195         | 26.60%         | 76,079         | 34.77%         | 84,507         | 38.63%         | 1,584  | 70.57% | -8,428         |
| 宜蘭県                                          | 379,026   | 70,171         | 26.27%         | 119,517        | 44.74%         | 77,441         | 28.99%         | 1,925  | 70.99% | 42,076         |
| 桃園市                                          | 1,882,592 | 413,528        | 30.61%         | 476,441        | 35.27%         | 460,823        | 34.12%         | 8,897  | 72.22% | 15,618         |
| 新竹県                                          | 466,558   | 120,985        | 35.55%         | 93,309         | 27.42%         | 126,016        | 37.03%         | 2,442  | 73.45% | -32,707        |
| 新竹市                                          | 359,465   | 91,384         | 34.30%         | 92,679         | 34.79%         | 82,326         | 30.90%         | 1,738  | 74.59% | 10,353         |
| 苗栗県                                          | 447,767   | 95,637         | 30.01%         | 91,798         | 28.81%         | 131,230        | 41.18%         | 2,326  | 71.69% | -39,432        |
| 台中市                                          | 2,328,896 | 513,025        | 30.05%         | 641,622        | 37.58%         | 552,556        | 32.37%         | 12,714 | 73.85% | 89,066         |
| 彰化県                                          | 1,032,636 | 214,714        | 28.96%         | 282,514        | 38.11%         | 244,140        | 32.93%         | 6,389  | 72.41% | 38,374         |
| 南投県                                          | 407,149   | 74,854         | 26.05%         | 103,279        | 35.95%         | 109,163        | 38.00%         | 2,218  | 71.11% | -5,884         |
| 雲林県                                          | 560,296   | 99,470         | 26.13%         | 169,516        | 44.54%         | 111,633        | 29.33%         | 3,418  | 68.54% | 57,883         |
| 嘉義県                                          | 423,199   | 67,382         | 23.03%         | 139,510        | 47.69%         | 85,642         | 29.28%         | 2,464  | 69.71% | 53,868         |
| 嘉義市                                          | 217,549   | 39,950         | 25.34%         | 68,199         | 43.26%         | 49,507         | 31.40%         | 939    | 72.90% | 18,692         |
| 台南市                                          | 1,567,432 | 262,560        | 23.44%         | 570,811        | 50.95%         | 286,867        | 25.61%         | 7,977  | 71.98% | 283,944        |
| 高雄市                                          | 2,312,303 | 358,096        | 21.88%         | 800,390        | 48.89%         | 478,476        | 29.23%         | 10,504 | 71.25% | 321,914        |
| 屏東県                                          | 681,631   | 103,028        | 21.65%         | 226,110        | 47.51%         | 146,789        | 30.84%         | 3,452  | 70.33% | 79,321         |
| 台東県                                          | 178,728   | 25,590         | 23.28%         | 30,131         | 27.41%         | 54,220         | 49.32%         | 895    | 62.01% | -24,089        |
| 花蓮県                                          | 267,824   | 43,047         | 24.72%         | 43,157         | 24.78%         | 87,953         | 50.50%         | 1,861  | 65.72% | -44,796        |
| 澎湖県                                          | 92,642    | 12,202         | 24.76%         | 19,023         | 38.60%         | 18,052         | 36.63%         | 473    | 53.70% | 971            |
| 金門県                                          | 126,422   | 13,038         | 28.58%         | 4,569          | 10.02%         | 28,005         | 61.40%         | 369    | 36.37% | -23,436        |
| 連江県                                          | 12,083    | 1,651          | 26.81%         | 648            | 10.52%         | 3,860          | 62.67%         | 42     | 51.32% | -3,212         |
| 出典：中央選挙委員会 選挙資料庫（繁体字中国語） |           |                |                |                |                |                |                |        |        |                |

今回の選挙では、2016年の選挙で地殻変動が起こった地域を中心に第三勢力が大きく切り込むこととなった。
民主進歩党の頼清徳は、前回と比べ得票を減らしたものの地盤である7県市で得票率40%以上を獲得、台湾のスイング・ステートである新北市、彰化県、台中市、澎湖県だけでなく、台北市、桃園市、新竹市でもリードを保った。
中国国民党の侯友宜は、地盤である6県でリードを保持し、基隆市、南投県といった地方部でもリードを奪還したが、人口の少ないその地域のみでのリードに留まり、都市部でリードを広げた頼清徳に追いつけなかった。また、金門県と連江県では3分の2を割る事態となり、2004年の選挙以降の最低記録となった。
台湾民衆党の柯文哲は、全国的に投票傾向がほとんど見られず、全ての県市で20～30%台の得票率にとどまり3位に沈んだ。ただし新竹県・市を中心とした北部では支持を広げ、特に新竹県新豊郷・竹北市、新竹市東区、苗栗県竹南鎮ではリードを果たした。第三勢力が最も強い新竹県では35%を超えたが、最も弱い屏東県では20%近くまで落ち込んだ。